# マイルズ エアロバン
マイルズ エアロバン
マンチェスター空港でのチャネルアイランド・エアサービスのエアロバン 4 （1955年5月）
- 用途：輸送機
- 設計者：G・H・マイルズ
- 製造者：マイルズ・エアクラフト
- 初飛行：1945年1月26日
- 生産数：52機

マイルズ M.57 エアロバン（Miles M.57 Aerovan）は、マイルズ・エアクラフト社により設計、製造された英国の双発、短距離の低コスト輸送機である。この機体は貨物輸送、娯楽飛行、旅客輸送の用途で多くの民間運航会社で使用され、軍事目的で使用された機体もあった。

## 設計と開発
エアロバンは、一部にトウヒ材と金属部品を使用した合板接着プラスチック製の高翼単葉の双発機であった。降着装置は固定の首車輪式、3葉構成の垂直尾翼と方向舵（マイルズ メッセンジャーと似た中央に1枚と水平尾翼の端に備えていたが、高さのある前部胴体により大面積の尾翼が必要とされた）を備えたポッドとブーム形式の胴体であった。2名のパイロットは機首上面を形成するアクリル樹脂製の大型透明風防の直下に座り、客室の側面には乗客用に各4つか5つの円形窓を備えていた。エアロバンには後部のクラムシェル型ドアを使用して乗用車を搭載することができた。1944年に設計された試作機はバークシャーのウッドレーにあるマイルズ社の工場で製作され、1945年1月26日にトミー・ローズ（Tommy Rose）の操縦で初飛行を行った。
エアロバンは主に民間向けに1946年に生産が始まったが、数機が短期間の間イスラエルとニュージーランドで軍用に使用され、1947年遅くに生産は終了した。フランスでのライセンス生産契約が結ばれたが、実際の生産は行われなかった。2機のニュージーランド空軍機が空中散布機に改装されたが成功作とはならなかった。1機のマーク6が1957年にユレル・デュボアの高アスペクト比の主翼を装着した研究に使用され、この機体は後にHDM.105として知られるようになった。試作機は遡及的にマーク1と命名され、後にマイルズ マラソンが装着するアームストロング・シドレー マンバ ターボプロップエンジン用エンジンナセルの5/6大モデルが取り付けられた。
最後まで実働していた機体として知られるのは、1968年にイタリアで運用されていたマーク6であった。

## 就役
マーク3と4のほとんどは英国と近東地域で旅客輸送、チャーター便や遊覧飛行に使用された。メリディアン・エア・マップス社（Meridian Air Maps）は1955年10月から「G-AISF」のマーク4を1957年4月29日にマンチェスター空港での離陸事故により失われるまで使用した。
ニュージーランド空軍は1950年代に2機のマーク4を評価にかけた。
1948年のイスラエル独立に伴い編成されたイスラエル空軍は英国から「G-AJWI」を1機だけ購入し、1948年6月からテルアビブ飛行隊に就役させた。短距離着陸性能を活かして小火器の防御砲火の中、入植地やエルサレム空港に着陸した。この機体は就役から1ヶ月足らずの1948年7月17日にテルアビブの南に不時着し、パレスチナ人勢力により破壊された。

## 派生型
エアロバン 1
試作初号機 G－AGOZ。4つの角型窓を持つ短胴型。エアロバン 2、3、4と同様に2基の150 hp (112 kW) ブラックバーン シーラス・メジャー III エンジンを装備。
エアロバン 2
試作2号機 G-AGWO。より軽量（410 lbまで）な空虚重量と4つの丸型窓を持つ18 in長い胴体。改良された左右垂直尾翼を装着。
エアロバン 3
実質的にはMk 2と同型。7機が製造され6機が前後して英国内で登録され、1機がベルギーへ販売された。
エアロバン 4
細部を改良されたマーク3で、4つの円形窓で判別できる主量産型。元々はマーク3として製造された1機を含め43機製造。この内の40機は英国内で登録され、2機は後にマーク5とHDM. 105に改装。その他3機の内1機はイラクへ販売され、2機はニュージーランド空軍に納入（後に民間へ売却）された)。
エアロバン 5
145 hp (108 kW) のデハビランド ジプシー・メジャー 10 エンジンを搭載した型、1機製造。
エアロバン 6
195 hp (145 kW) のアヴコ・ライカミング O-435-A エンジンを搭載した型、廃棄されたマイルズ M.68から流用した大型の左右垂直尾翼を装着し1機製造。
HDM.105
ユレル＝デュボア（Hurel-Dubois）社の設計による以前の型とほぼ同一面積で高アスペクト比（20.5:1）の主翼（翼長：75 ft 4 in）を取り付けたエアロバンで、ショート スカイバンの設計に影響を与えた。元マーク4の機体が改装されて1957年3月に初飛行を行い、以前の型と同じような性能を発揮した。破損した後で1958年6月に廃棄された。

## 運用

### 民間運用
アンゴラ
 ベルギー
- Belgian Air Service

 フランス
- Compagnie General de T.S.F

 イラク
 イタリア
- Societe Transporti Aerei Mediterranei

 ケニア
- Airwork (East Africa)

 オランダ
 ニュージーランド
 スペイン
- Aerotechnica
- Compania Auxilar de Navegacion Aerea

 スイス
 トルコ
- Turkish State Airlines
- Hurkus Hava Yollari

 イギリス
- Air Contractors
- エアワーク
- Arab Contracting and Trading Company
- エアトランスポート（チャーター）
- British Nederland Airservices
- Channel Islands Air Freight
- Culliford Airlines
- East Anglian Flying Services
- Island Air Charters
- Kenning Aviation Ltd
- Lockwoods Flying Services
- Meridan Air Maps
- North Sea Air Transport
- North West Airlines
- Patrick-Duval Aviation
- Sivewright Airways
- Skyfreight
- Skytravel
- Ulster Aviation
- Universal Flying Services

### 軍事運用
イスラエル
- イスラエル空軍 - テルアビブ飛行隊 (第1飛行隊)

 ニュージーランド
- ニュージーランド空軍
  - 第41飛行隊の研究開発部門[12]

## 要目
（エアロバン マーク2、3、4）
- 乗員：2名
- 乗客：10名
- 全長：10.97 m (36 ft)
- 全幅：15.24 m (50 ft)
- 全高：4.1 m (13 ft 6 in)
- 翼面積：36.2 m² (390 ft²)
- 空虚重量：1,360 kg (3,000 lb)
- 全備重量：2,630 kg (5,800 lb)
- エンジン：2 × ブラックバーン シーラス・メジャー IIA 直列エンジン、150 hp (112 kW)
- 最大速度：204 km/h (127 mph)
- 巡航速度：180 km/h (112 mph)
- 航続距離：645 km (400 mi)
- 巡航高度：4,040 m (13,250 ft)
- 上昇率：3.1 m/s (620 ft/min)
- 着陸速度：64 km/h (40 mph)